# Торпедо (стадион, Толиати)
„Торпедо“ в гр. Толиати, Самарска област, Русия е многофункционален стадион.
На него домакинските си мачове до 2010 играе местният „Лада“. Използва се от „Академия“ (Толиати) и Академия „Юрий Коноплев“.
Капацитетът му е 18 000 зрители. В близост до стадиона има хокейни игрища и тенис кортове. На този стадион често се провеждат концерти.